# Cansanção
Cansanção é um município da região imediata de Euclides da Cunha, na Região Intermediaria de Paulo Afonso, no estado da Bahia, no Brasil. Localiza-se a noroeste da capital do estado, Salvador, distando desta cerca de 347 km. Ocupa uma área de 1 351 891 quilômetros quadrados a uma altitude de aproximadamente 400 metros.
Conforme o estimativa de 2024 do IBGE, sua população é de 39 556 habitantes. O município pertence ao Território do Sisal, área no semiárido brasileiro com mais de meio milhão de habitantes. Faz divisa com Monte Santo ao norte, Araci, Nordestina, Queimadas e Santaluz a sul, Quijingue a leste, Itiúba a oeste.

## Topônimo
O nome do município deriva da planta urticante cansanção, abundante na região.

## História
O povoamento do território que hoje é o município de Cansanção não parece ser diferente do restante da Região Sisaleira, o qual ocorreu nos séculos XVII e XVIII, por meio do avanço da pecuária.
A cidade de Cansanção originalmente era uma fazenda de mesmo nome, tendo como primeiro proprietário Bernardino Pereira Damasceno. Posteriormente, na segunda metade do século XIX, essa propriedade rural foi adquirida por Luiz Gomes Buraqueira.
Na propriedade de Buraqueira, outras pessoas foram se fixando, assim formando o povoado de Cansanção. Durante a Guerra de Canudos (1896-7), essa povoação, então com oito casas, serviu como ponto de descanso para as tropas do Exército que, vindas de trem de Queimadas, dirigiam-se a Monte Santo, quartel-general do combate ao arraial messiânico de Antônio Conselheiro. Nessa ocasião, Euclides da Cunha passou por Cansanção e conheceu Luiz Buraqueira, o qual é citado em um relato do autor de “Os Sertões”.

Por meio da Lei Estadual nº 1332, de 30 de julho de 1919, o povoado de Cansanção, na época com 25 casas, foi elevado à categoria de distrito, com o mesmo nome, sendo subordinado ao município de Monte Santo. Nesse mesmo ano, foi construída, nessa povoação, uma capela em louvor à Senhora Santana.
O movimento pela emancipação de Cansanção se iniciou na segunda metade da década de 1940 e resultou na elevação do distrito  à categoria de município, desmembrando-se de Monte Santo, por meio da Lei Estadual nº 504, de 28 de novembro de 1952, a qual foi invalidada por meio de um acórdão do Supremo Tribunal Federal em 27 de dezembro de 1954.
Cansanção adquiriu sua emancipação em definitivo por meio da Lei Estadual nº 1018, de 12 de agosto de 1958, deixando de ser um distrito de Monte Santo e tornando-se um novo município, instalado em 7 de abril de 1959, com a posse do primeiro prefeito, João Andrade.

## Geografia

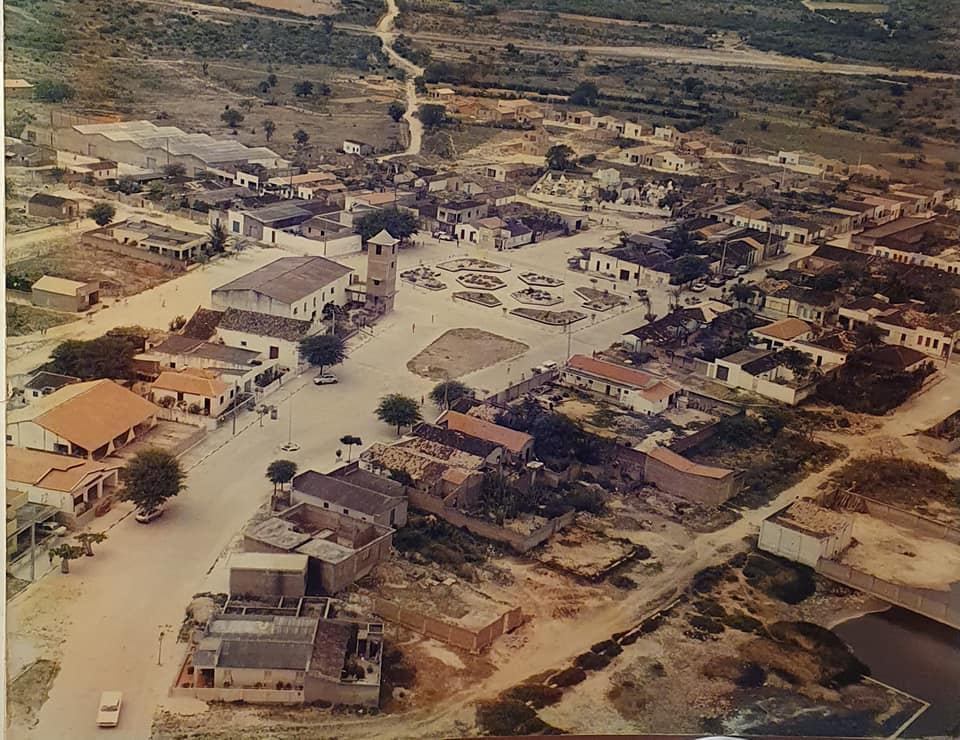
Fotografia aérea da sede municipal na década de 1980

A sede municipal tem 400 metros de altitude, e situa-se na latitude 10° 40′ 00″ sul e na longitude 39° 30′ 00″ oeste, está localizado a noroeste de Salvador, capital estadual, distando desta cerca de 347 km. A área total do município é de 1 351 891 km², e se limita com Monte Santo ao norte, Araci, Nordestina, Queimadas e Santaluz a sul, Quijingue a leste, Itiúba a oeste. De toda a área, apenas 6,95 km² são de perímetro urbano (2019), assim a 94.ª maior do estado.
Conforme a divisão regional vigente desde 2017, instituída pelo IBGE, o município pertence às Regiões Geográficas Intermediária de Paulo Afonso e Imediata de Euclides da Cunha. Até então, com a vigência das divisões em microrregiões e mesorregiões, fazia parte da microrregião de Euclides da Cunha, que por sua vez estava incluída na Mesorregião do Nordeste Baiano. Ademais, faz parte do Território do Sisal, área econômica e cultural no semiárido baiano, composto por 20 municípios, com população total de cerca de 555 mil habitantes.
A paisagem é formada por montanhas e vales, cortados por rios e córregos, com solos que sustentam a vegetação nativa da Caatinga, que é composta principalmente de árvores esparsas com ou sem palmeiras. Algumas áreas da vegetação original foram transformadas em pastos e plantações que são cultivadas apenas durante algumas épocas do ano.

### Hidrografia
A região é marcada por rios intermitentes, sendo os principais riachos: Gato, Monteiro, Gangorra, Negro, São Miguel, Pedrinhas, Baixa da Umidade, Carimatãs e Quixaba. Além disso, há dois rios principais que correm o ano todo: o Cariacá e o Jacurici.
No limite sul da região, está o rio Itapicuru, que é o principal rio da área. Devido às características geológicas da região, a água se acumula mais em reservatórios superficiais, como açudes, porque as rochas do subsolo não permitem a infiltração de água com facilidade.

### Clima
A localidade fica em uma região chamada "Polígono das Secas", que tem um clima muito quente e seco, com uma temperatura média anual de 23,6 ºC e chuvas de cerca de 477 mm por ano, concentradas principalmente entre março e maio.
| Dados climatológicos para Cansanção                  | Dados climatológicos para Cansanção | Dados climatológicos para Cansanção | Dados climatológicos para Cansanção | Dados climatológicos para Cansanção | Dados climatológicos para Cansanção | Dados climatológicos para Cansanção | Dados climatológicos para Cansanção | Dados climatológicos para Cansanção | Dados climatológicos para Cansanção | Dados climatológicos para Cansanção | Dados climatológicos para Cansanção | Dados climatológicos para Cansanção | Dados climatológicos para Cansanção |
| Mês                                                  | Jan                                 | Fev                                 | Mar                                 | Abr                                 | Mai                                 | Jun                                 | Jul                                 | Ago                                 | Set                                 | Out                                 | Nov                                 | Dez                                 | Ano                                 |
| ---------------------------------------------------- | ----------------------------------- | ----------------------------------- | ----------------------------------- | ----------------------------------- | ----------------------------------- | ----------------------------------- | ----------------------------------- | ----------------------------------- | ----------------------------------- | ----------------------------------- | ----------------------------------- | ----------------------------------- | ----------------------------------- |
| Temperatura máxima média (°C)                        | 33,2                                | 33,3                                | 32,9                                | 31,3                                | 28,9                                | 27,4                                | 26,8                                | 27,7                                | 29,9                                | 32,2                                | 33,1                                | 33                                  | 30,8                                |
| Temperatura média compensada (°C)                    | 26,1                                | 26,4                                | 26,2                                | 25,2                                | 23,5                                | 22,3                                | 21,5                                | 21,8                                | 23,4                                | 25,2                                | 26                                  | 25,9                                | 24,5                                |
| Temperatura mínima média (°C)                        | 20,4                                | 20,7                                | 20,7                                | 20,3                                | 19,2                                | 18                                  | 17,2                                | 17,1                                | 18,2                                | 19,5                                | 20,2                                | 20,3                                | 19,3                                |
| Precipitação (mm)                                    | 47                                  | 34,7                                | 71,6                                | 48,4                                | 46,1                                | 37,8                                | 31,4                                | 23,3                                | 12,2                                | 16                                  | 51,4                                | 58,7                                | 476,9                               |
| Dias com precipitação                                | 6                                   | 7                                   | 7                                   | 9                                   | 9                                   | 10                                  | 9                                   | 7                                   | 4                                   | 3                                   | 4                                   | 4                                   | 79                                  |
| Umidade relativa (%)                                 | 60                                  | 62                                  | 62                                  | 65                                  | 71                                  | 72                                  | 70                                  | 66                                  | 60                                  | 58                                  | 58                                  | 59                                  | 63,5                                |
| Fonte: Universidade Federal de Campina Grande (UFCG) |                                     |                                     |                                     |                                     |                                     |                                     |                                     |                                     |                                     |                                     |                                     |                                     |                                     |
| Fonte 2: Climate-Data.org                            |                                     |                                     |                                     |                                     |                                     |                                     |                                     |                                     |                                     |                                     |                                     |                                     |                                     |

## Demografia
Segundo o Censo demográfico do Brasil de 2022, a população de Cansanção é de 37.439 habitantes, sendo 18 825 homens e 18 614 mulheres. Da população de Cansanção no censo de 2010, 21 887 residiam na zona rural e 11 021 na zona urbana.

## Economia
A economia do município de Cansanção é baseada principalmente no cultivo de feijão, milho, mandioca, sisal e na extração de licuri. A criação de animais é voltada para subsistência e a caça de animais silvestres ainda é praticada. Além disso, a extração de granito é outra atividade presente na região.
A pecuária representa 40% da economia de Cansanção. No que diz respeito aos serviços oferecidos, o desemprego e a ocupação informal são comuns na região. O comércio não emprega a maioria da população, e há escassez de indústrias, sendo que muitos dependem dos serviços oferecidos pelos órgãos públicos do governo municipal e estadual.

## Subdivisões

Mapa das subdivisões de Cansanção

O município detém vários povoados, listados a seguir:
- Alto Bonito
- Alto Lindo
- Angico
- Aroeira
- Baixa da Laje
- Barrocas
- Bela Vista
- Cacimbas
- Cadeirãozinho
- Caetano
- Caldeirão Coberto
- Caldeirão dos Vaqueiros
- Capoeiras
- Cedro
- Deixaí
- Jatobá
- Junco da Laje Nova
- Lagoa da Baixa
- Lagoa da Roça
- Lagoa das Moças
- Lagoa de Duas Mães
- Lagoa do Curral
- Lagoa do Frade
- Lagoa do Meio
- Lagoa dos Cavalos
- Lagoa Salgada
- Laje da Gameleira
- Laje Nova
- Lajes
- Mandacaru
- Monteiro de Cima
- Nova Esperança
- Nova Vida
- Novo Acordo
- Pocinhos
- Ponta da Banca
- Riacho das Pedras
- Santo Ambrósio
- São Domingos
- São Miguel
- Serra do Meio
- Sítio das Flores
- Sítio do Félix
- Tamanduá
- Tanque da Gameleira
- Vargem Comprida

## Infraestrutura

### Urbanismo
A cobertura do esgotamento sanitário é baixa, sem políticas de saneamento e sem tratamento. Sendo que, em 2021, 42,74% (14 929) da população não era atendida por um esgotamento adequado. Na maioria das residências, os dejetos são lançados em fossa séptica, e na zona rural ficam ao ar livre. Não há reciclagem, e os resíduos sólidos ficam expostos na superfície, em áreas próximas à sede municipal.

### Transporte
Há presente diariamente transporte intermunicipal ofertado pela empresa São Mateus, e outros alternativos. Existem também conexões interestaduais com foco em São Paulo. O acesso ao município, a partir de Salvador, é pelas rodovias pavimentadas BR-324, BR-116, BA-220 e BA-120.

### Educação
Na divisão da Secretaria da Educação da Bahia, Cansanção faz parte do 4.º Núcleo Regional de Educação (NRE), sediado em Serrinha.
Há escassez de recursos educacionais e apresenta um índice de 39,6% de analfabetos com 15 anos ou mais. No município, há polos de ensino superior a distância da Uninter, Uniasselvi, Uninassau, Unopar e Cruzeiro do Sul. Enquanto a universidade pública mais próxima é a UNEB, com seus campus em Senhor do Bonfim (102 km) e em Conceição do Coité (140 km).